# Avocette
Recurvirostra
Genre
Recurvirostra est un genre d'oiseaux de la famille des Recurvirostridae. Le CINFO donne à ses quatre espèces le nom normalisé d'Avocette. En France Recurvirostra avosetta (l'Avocette élégante) peut être observée.

## Description
Les avocettes sont des oiseaux proches des échasses au bec assez long et courbé vers le haut. 

## Répartition
Répandue de manière fragmentée au centre-sud de l'Eurasie et en Afrique, sa répartition en Europe est essentiellement côtière et limitée au sud du 58e parallèle. Migratrice, elle effectue des dispersions et hiverne dans le bassin méditerranéen et en Afrique. En France, elle niche en été sur les côtes atlantique et méditerranéenne (Camargue).

## Habitat
L'Avocette vit dans les zones humides côtières aux eaux saumâtres (lagunes, estuaires, étangs et salines) et niche dans les zones où la végétation est inexistante ou rase, plutôt dans les régions chaudes de son aire naturelle de répartition.

## Reproduction
Elle garnit une dépression du sol pour y pondre de 3 à 4 œufs en avril-mai. On compte une ponte par an.

La couvaison est assurée par le couple durant 23-25 jours. 

Les petits, nidifuges, commencent à voler au bout de 35-42 jours. Mais ils restent néanmoins avec leurs parents durant une longue période.

## Menaces
Une première cause de régression est la destruction, dégradation et/ou fragmentation de leurs habitats (zones humides).

Dans les zones chassées, de par leur mode de nutrition (dans le sédiment) elles sont aussi très exposées au saturnisme aviaire par ingestion de grenaille de plomb (cette espèce fait partie de celles concernées par l'Accord AEWA qui visait la suppression du plomb de chasse dans les zones humides du paléarctique nord-occidental avant l'an 2000). En limite froide de leur aire de répartition, des mortalités peuvent aussi être liées aux vagues de froid.

## Liste des espèces
D'après la classification de référence (version 14.1, 2024)de l'Union internationale des ornithologues, il y a 4 espèces du genre Recurvirostra (ordre philogénique) :
- Recurvirostra avosettaLinnaeus, 1758 – Avocette élégante ;
- Recurvirostra americana Gmelin, JF, 1789 – Avocette d'Amérique ;
- Recurvirostra novaehollandiae Vieillot, 1816 – Avocette d'Australie ;
- Recurvirostra andina Philippi & Landbeck, 1861 – Avocette des Andes.